# خطوط الولايات المتحدة الجوية الرحلة 1016
يو إس إيرويز الرحلة 1016 طائرة ماكدونل دوغلاس دي سي-9-31 كانت تحمل 52 راكبا و5 من أفراد الطاقم في رحلة طيران من كولومبيا إلي تشارلوت في 2 يوليو 1994 بقيادة الكابتن مايكل راسيل جرينلي البالغ من العمر 38 عاما والمساعد أول جيمس فيليب هايز البالغ من العمر 41 عاما وأثناء الاقتراب من المطار تعرضت لمطب جوي محطمة الطائرة في ضواحي تشارلوت مسببة موت 37 راكبا ونجاة 15 راكبا وجميع أفراد الطاقم الخمسة وكانت تلك آخر حادثة معروفة لمطب جوي في الولايات المتحدة.

## طاقم قمرة القيادة
- الكابتن مايكل راسيل جرينلي البالغ من العمر 38 عاما (ولد في 10 أبريل 1956 بمدينة يوربانا) كان طيارا للقوات الجوية الأمريكية لمدة 12 عاما منذ عام 1982 وطيارا لخطوط الولايات المتحدة الجوية لمدة 9 سنوات و3 أشهر منذ عام 1985.
- المساعد أول جيمس فيليب هايز البالغ من العمر 41 عاما (ولد في 26 يوليو 1952 بمدينة ليثونيا وينادي أيضا باسم فيل هايز) كان طيار لخطوط بيدمونت الجوية لمدة سنة واحدة و5 أشهر وكان طيارا لخطوط الولايات المتحدة الجوية لمدة 5 سنوات و4 أشهر.